# Rhinolophus shortridgei
Rhinolophus shortridgei és una espècie de ratpenat de la família dels rinolòfids. Viu a la Xina, l'Índia i Myanmar. El seu hàbitat natural són boscos de dipterocarpàcies secs estacionals. No hi ha cap amenaça significativa per a la supervivència d'aquesta espècie. Fou anomenat en honor del zoòleg britànic Guy Chester Shortridge.